# Matías de Escobar y Llamas
Fray Matías de Escobar y Llamas (La Orotava, Tenerife, 1680 o 1688 - Valladolid (actual Morelia), México, 1748) fue un fraile agustino español. Es conocido principalmente por su obra Americana Thebaida (1724), uno de los tratados más importantes de la historiografía colonial mexicana.

## Biografía
Nació en la Villa de La Orotava en el norte de la isla de Tenerife (Islas Canarias, España) en 1680, si bien otras fuentes hablan del 25 de febrero del año 1688.
En su juventud, Matías de Escobar y Llamas marchó con sus padres hacia la Nueva España en donde ingresó en 1706 como religioso en el convento de Yuririapúndaro en donde previamente había estudiado Humanidades. Posteriormente, el 25 de mayo de 1714 fue ordenado sacerdote.
Cursó para el magisterio de Teología entre 1715 y 1718 y como tal, ejerció como catedrático entre 1719 y 1727. Con apenas 19 años ya era maestro de novicios. Impartió clases de artes y cátedras de ciencia sagrada y santa escritura, alcanzando el título de maestro.
Su obra más célebre es la Americana Thebaida. Dicho libro es una descripción de la provincia agustina de Michoacán y un estudio de las etnias que en él habitaban con anterioridad a la conquista, en particular de la etnia de los tarascos y sus característicos Cristos de pasta de maíz. También, la obra narra el origen de la orden agustina en México y de su llegada a las tierras de Michoacán. El prólogo está fechado en 1729, pero incluye acontecimientos ocurridos en 1743; probablemente continuaba con la redacción al momento de su fallecimiento.
La obra se mantuvo inédita hasta 1890, cuando Nicolás León publicó varios capítulos en la revista Anales michoacanos. Posteriormente fue publicada en 1924, aunque con varias supresiones. La primera edición completa se realizó en 1970.
Fray Matías tuvo gran prestigio como orador, por lo que en años sucesivos fue prior y párroco de diferentes localidades y ciudades, como:  Tiripetío, Valladolid, Charo y San Luis Potosí. En 1729 fue designado cronista provincial de los agustinos de Michoacán. 
En 1748 Fray Matías de Escobar y Llamas fallecía en Valladolid (actual ciudad de Morelia) en donde ejercía como prior provincial.
En el año 2009, el Centro de Documentación Canario-Americano (Cedocam) presentó la Americana Thebaida en Tenerife, la isla natal de Fray Matías de Escobar.

## Obras
Entre sus obras destacan:
- Americana Thebaida, vida de los religiosos agustinos ermitaños (inconclusa, permaneció inédita).
 Ediciones: 
 Americana thebaida : vitas patrum de los religiosos hermitanos de N. P. San Agustin : de la provincia de S. Nicolas Tolentino de Mechoacan, la imprime Manuel de los Angeles Castro, México, Imprenta Victoria, 1924, 897 p. 
 Americana thebaida : vitaspatrum de los religiosos hermitanos de N. P. San Augustin de la provincia de San Nicolas Tolentino de Michoacan,  prólogo y paleogafía del cap. dieciocho de Nicolás P. Navarrete, Morelia,  Balsal, 1970, 475 p. 
 Americana Thebaida. Vitas Patrum de los religiosos ermitaños de nuestro padre San Agustin de la provincia de San Nicolás de Tolentino de Michoacán, introducción: Manuel Hernández González, Tenerife, Ediciones Idea, 2009.
- Panegírico a San Agustín (1732)
- Sermón Nuevo Redentor de Cristo, en honor de San Pedro (1733)
- Voces de Tritón Sonoro (1746)
- Singular prodigio de San Pedro Vivo (1746)